# Ticho
Ticho – druga płyta Ewy Farnej, zawiera 14 popowo-rockowych utworów w języku czeskim. Sprzedała się w Czechach w nakładzie 25 tys. egzemplarzy i stała się platynową płytą. W 2008 roku wydano reedycję tego albumu, do której została dodana bonusowa piosenka Jaký to je.

## Lista utworów
1. Ticho
2. La la laj
3. Z bláta do louže
4. Ponorka
5. Nemám na vybranou
6. Tenkrát
7. Přátelství
8. Blíž ke hvězdám
9. Náhoda
10. Případ ztracenej
11. Něco nám přejte
12. Pošli to dál
13. Směj se
14. Jaký to je (tylko w reedycji)